# Megapedetes
Megapedetes és un gènere fòssil de rosegadors relacionat amb la rata llebre sud-africana i altres espècies del gènere Pedetes, amb la qual forma la familia dels Pedètids. Se'n coneixen 4 espècies, distribuïdes arreu d'Àfrica, el sud-oest asiàtic i el sud-est d'Europa, on hi van viuren entre el Miocè i el Pliocè.

## Descripció
Les espècies del gènere Megapedetes eren més grosses, tenien un dents amb una corona relativament plana (braquiodont) i unes arrels curtes i generalment fusionades sota la dent. No mostraven cap canal que envoltés els forats incisius (obertures a la part frontal del paladar). Els ossos estan més sòlidament construïts que en el gènere Pedetes i Parapedetes, un altre gènere fòssil emparentat. A diferència de les espècies del gènere "Pedetes", presenta el primer metatarsià (un os del peu). La seva alimentació es podria haver basat en vegetació menys aspra que de la que s'alimenten les espècies del gènere Pedetes.

## Registre fòssil
A Arrisdrift, una petita localitat de Namíbia, s'han trobat restes de dues espècies de principis del Miocè mitjà, M. gariepensis i M. pickfordi. A la Mina de diamants d'Auchas, també a Namíbia, es va trobar una falange aïllada, que tot i que no permet la identificació a nivell d'espècie, es creu que podria pertànyer a un individu de l'espècie M. gariepensis. Els individus del gènere Megapedetes i altres pedètips deurien ser raonablement comuns a l'est d'Àfrica durant el Miocè. M. pentadactylus, l'espècie tipus del gènere, s'ha trobat a les Nandi Hills de Kenya, a l'illa de Rusinga i a Bukwo. També s'han trobat restes que podrien ser properes a M. gariepensis a Kirimun, Fort Ternan i Maboko, i un pedètid a Kipsaraman similar a M. pickfordi, tot i que amb una corona dental més baixa. Una espècie de Megapedetes, possiblement M. pentadactylus, ha estat trobada a l'Aràbia Saudíta entre sediments d'uns 16 milions d'antiguitat. A Israel, s'ha trobat un pedètid encara no descrit proper al gènere Megapedetes datat de principis del Miocè. També s'han trobat espècies del gènere Megapedetes del Miocè i el Pliocè al nord d'Africà. Una altra espècie, M. aegaeus, s'ha trobat a Bayraktepe, a Turquia i també s'ha detectat la presència del gènere a l'illa grega de Quios.
De les dues espècies trobades a Arrisdrift, M. gariepensis és al voltant del 15% més petita que M. pentadactylus i es troba més adaptada per saltar. A més té uns incisius menys robustos, una corona dental més alta als queixals. L'espècie M. pickfordi, és encara més petita i presenta una corona dental més elevada. Les espècies M. aegaeus i M. pentadactylus es diferencien en detalls de les corones dentals dels queixals.

## Classificació
S'han descrit quatre espècies d'aquest gènere extint de rosegadors.
- Megapedetes aegaeus † Sen, 1974
- Megapedetes gariepensis † Mein and Senut, 2003
- Megapedetes pentadactylus † MacInnes, 1957
- Megapedetes pickfordi † Mein and Senut, 2003